# Copa de Bélgica de Ciclismo 2019
La 4.ª edición de la Copa de Bélgica de Ciclismo de 2019 fue una serie de carreras de ciclismo en ruta que se realizó en Bélgica. Comenzó el 10 de marzo con Gran Premio Jean-Pierre Monseré y finalizó el 13 de octubre con la Memorial Rik Van Steenbergen.
Formaron parte de la clasificación todos los ciclistas profesionales que forman parte del UCI WorldTeam, Profesional Continental y Continental sin límite de nacionalidad estableciendo un sistema de puntuación en función de la posición conseguida en cada clásica y a partir de ahí se creaba la clasificación.
La Copa constó de 8 carreras belgas de un día en las categorías 1.1 y 1.HC del UCI Europe Tour, excepto las que declinan estar en esta competición.

## Sistema de puntos
En cada carrera, los primeros 15 corredores ganaron puntos y el corredor con la mayor cantidad de puntos en general fue considerado el ganador de la Copa de Bélgica. Además, en cada prueba había tres esprints intermedios en los cuales sumaban puntos los tres primeros.

### Clasificación individual
| Posición | 1  | 2  | 3  | 4  | 5  | 6  | 7 | 8 | 9 | 10 | 11 | 12 | 13 | 14 | 15 |
| Puntos   | 16 | 14 | 13 | 12 | 11 | 10 | 9 | 8 | 7 | 6  | 5  | 4  | 3  | 2  | 1  |

### Esprints intermedios
| Posición | 1 | 2 | 3 |
| Puntos   | 3 | 2 | 1 |

## Carreras puntuables
| Clasificación | Clasificación    | Clasificación                   | Clasificación                              | Clasificación                              | Clasificación                              | Clasificación |
| Pos.          | Fecha            | Carrera                         | Ganador                                    | Equipo                                     | Líder de la clasificación individual       |               |
| ------------- | ---------------- | ------------------------------- | ------------------------------------------ | ------------------------------------------ | ------------------------------------------ | ------------- |
| 1.º           | 10 de marzo      | Gran Premio Jean-Pierre Monseré | Anulada por las condiciones meteorológicas | Anulada por las condiciones meteorológicas | Anulada por las condiciones meteorológicas |               |
| 2.º           | 26 de mayo       | Gran Premio Marcel Kint         | Bryan Coquard                              | Vital Concept-B&B Hotels                   | Bryan Coquard                              |               |
| 3.º           | 30 de mayo       | Circuito de Valonia             | Thomas Boudat                              | Total Direct Énergie                       | Baptiste Planckaert                        |               |
| 4.º           | 21 de junio      | Dwars door het Hageland         | Kenneth Vanbilsen                          | Cofidis, Solutions Crédits                 | Niki Terpstra                              |               |
| 5.º           | 26 de junio      | Halle-Ingooigem                 | Dries De Bondt                             | Corendon-Circus                            | Niki Terpstra                              |               |
| 6.º           | 25 de agosto     | Schaal Sels                     | Attilio Viviani                            | Cofidis, Solutions Crédits                 | Niki Terpstra                              |               |
| 7.º           | 20 de septiembre | Campeonato de Flandes           | Jannik Steimle                             | Deceuninck-Quick Step                      | Baptiste Planckaert                        |               |
| 8.º           | 13 de octubre    | Memorial Rik Van Steenbergen    | Dries De Bondt                             | Corendon-Circus                            | Baptiste Planckaert                        |               |

## Clasificación final
| Posición | Ciclista            | Equipo                     | Puntos |
| -------- | ------------------- | -------------------------- | ------ |
| 1.º      | Baptiste Planckaert | Wallonie Bruxelles         | 46     |
| 2.º      | Piotr Havik         | BEAT CC                    | 43     |
| 3.º      | Dries De Bondt      | Corendon-Circus            | 38     |
| 4.º      | Oscar Riesebeek     | Roompot-Charles            | 34     |
| 5.º      | Niki Terpstra       | Total Direct Énergie       | 33     |
| 6.º      | Michael Van Staeyen | Roompot-Charles            | 26     |
| 7.º      | Adrien Petit        | Total Direct Énergie       | 24     |
| 8.º      | Hugo Hofstetter     | Cofidis, Solutions Crédits | 22     |
| 9.º      | Thomas Boudat       | Total Direct Énergie       | 21     |
| 10.º     | Tim Merlier         | Corendon-Circus            | 21     |